# Ciampa defixella
Ciampa defixella là một loài bướm đêm trong họ Geometridae.